# 政府中心站 (迈阿密)
政府中心站（英語：Government Center station）是一座位於美国佛羅里達州邁阿密-戴德縣迈阿密的邁阿密地鐵及都會旅客捷運系統轉乘车站，由邁阿密-戴德公共交通局（MDT）运营管理，具体位置位于迈阿密市中心的政府中心区域，西北第1街与西北第1大道的交界处。政府中心站是邁阿密市中心最重要的公共运输交汇处，乘客可在此处换乘迈阿密地铁、都會旅客捷運系統、迈阿密都会巴士、布劳沃德县巴士等各种公共交通工具，并且毗邻光亮綫和三縣鐵路的邁阿密中心站。车站上盖为迈阿密-戴德县政府所在地斯蒂芬－克拉克政府中心。政府中心站於1984年5月20日正式啟用，是迈阿密地铁第一阶段首批建成启用的车站之一。

## 车站结构
| 4F | 南行方向                   | ▉ 迈阿密地铁绿线，往达德兰南方向（布里克尔） · ▉ 迈阿密地铁橙线，往达德兰南方向（布里克尔）                                    |
| 4F | 岛式站台，左边车门将会开启 | |
| 4F | 北行方向                   | ← ▉ 迈阿密地铁绿线，往帕尔梅托方向 （历史上城／利里克剧院） · ← ▉ 迈阿密地铁橙线，往迈阿密国际机场方向（历史上城／利里克剧院） |
| 3F | 夹层                       | 邁阿密地鐵与都會旅客捷運系統换乘通道                                                                                           |
| 2F | 侧式站台，右边车门将会开启 | 侧式站台，右边车门将会开启 |
| 2F | 外环方向                   | ▉ 都会旅客捷运系统布里克尔循环线，往金融区方向（第三街）                                                                       |
| 2F | 外环方向                   | ▉ 都会旅客捷运系统奥姆尼循环线，往学区委员会方向（第三街）                                                                     |
| 2F | 侧式站台，右边车门将会开启 | |
| 2F | 站厅层                     | 商店、车站收费区域、行人天桥通往邁阿密中心站                                                                                   |
| 1F | 内环方向                   | ← ▉ 都会旅客捷运系统下城／内环线（小威尔基·D·弗格森）                                                                          |
| 1F | 侧式站台，右边车门将会开启 | |
| G  | 地面层                     | 车站出入口、巴士站 |

## 邻近地点
- 迈阿密下城
- 迈阿密佩雷斯艺术博物馆（英语：Pérez Art Museum Miami）
- 迈阿密历史博物馆（英语：HistoryMiami）
- 迈阿密中央图书馆（英语：Miami-Dade Public Library System）
- 迈阿密-戴德县法院
- 博物馆大楼（英语：Museum Tower (Miami)）
- 法院中心（英语：Courthouse Center (Miami)）
- 自由塔
- 议会大厦（英语：The Congress Building）
- 美国航空球场
- 湾岸市场（英语：Bayside Marketplace）
- 艾德丽安·阿什特表演艺术中心（英语：Adrienne Arsht Center for the Performing Arts）
- 奥林匹亚剧院（英语：Olympia Theater (Miami)）

## 外部連結
- Miami-Dade County: Metrorail Stations （页面存档备份，存于）